# Josz

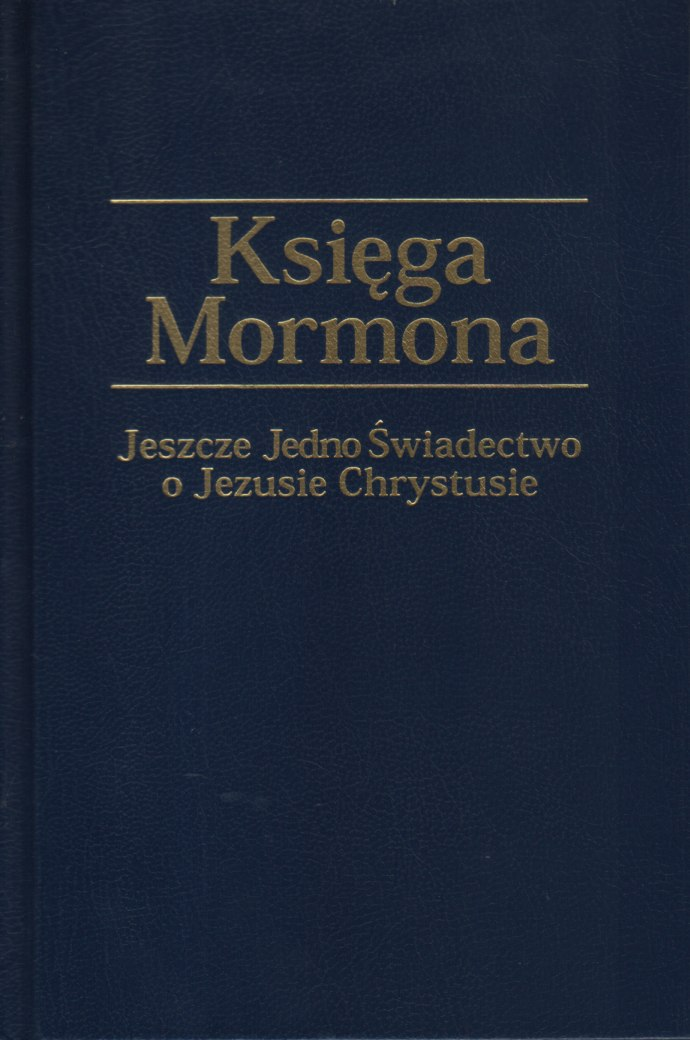
Księga Mormona, jedno z mormońskich pism świętych i jednocześnie źródło wzmianki o Joszu

Josz (deseret 𐐖𐐉𐐟) – w wierzeniach ruchu świętych w dniach ostatnich (mormonów) neficki wojskowy żyjący w IV wieku n.e. Jeden z dowódców w bitwie na wzgórzu Kumorah z 385, poległ w niej wraz ze wszystkimi swymi podkomendnymi. Jest obiektem spekulacji mormońskich teologów. Imię to (w zapisie Hoha) występuje wśród wyznających mormonizm Maorysów.

## Wymowa imienia
Wymowa tego imienia wzbudzała pewne zainteresowanie mormońskich badaczy. Zostało ono zresztą ujęte w przewodniku po wymowie, dołączanym do każdego egzemplarza anglojęzycznej wersji Księgi Mormona od 1981. Źródła wskazują generalnie niemniej na znaczną różnicę między wymową preferowaną i powszechną współcześnie, a tą z wczesnego okresu kolonizacji terytorium Utah, jeżeli chodzi o wiele nazw i imion z Księgi Mormona. Nie ma takiej różnicy wszelako w przypadku Josza. Pierwotna wymowa, zwłaszcza ta stosowana przez Josepha Smitha, ma pewne znaczenie w badaniach nazw własnych występujących w Księdze Mormona, choć, na gruncie mormońskiej teologii, nie jest w nich czynnikiem decydującym. Do ustalenia wymowy używanej przez Smitha wykorzystuje się między innymi wydanie Księgi Mormona w alfabecie deseret z 1869.
Istnieją wszelako relacje ludzi posługujących w procesie nazywanym przez świętych w dniach ostatnich tłumaczeniem Księgi Mormona, które rzucają światło na to, jak Smith pierwotnie radził sobie z nieznanymi słowami. Hugh Nibley, powołując się na relacje skrybów Smitha, stwierdził, że „nigdy nie wymawiał on takich słów, zawsze poprzestając na ich przeliterowaniu”. Ściśle na gruncie mormońskiej teologii nie próbuje się dociekać pierwotnej, jeredyckiej wymowy tegoż słowa, podobnie jak nie prowadzi się takowych rozważań wobec słów i nazw nefickich.
Również na gruncie mormońskiej teologii zauważa się inherentną problematyczność wymowy nazw i imion przynależnych do tej mormońskiej świętej księgi. Ma to wynikać z tego, że żadne z nich nie zostało przekazane Josephowi Smithowi ustnie, z wyjątkiem może imienia Moroniego, który wszak przedstawił się Smithowi w wizji. Z doktrynalnego punktu widzenia sposób, w jaki bohaterowie Księgi Mormona wypowiadali te słowa, pozostał nieznany pierwszemu mormońskiemu przywódcy.

## W Księdze Mormona
Na kartach Księgi Mormona pojawia się wyłącznie w wersie czternastym szóstego rozdziału Księgi Mormona w kontekście rozstrzygającej bitwy konfliktu neficko-lamanickiego, mianowicie bitwy na wzgórzu Kumorah (385). Przez komentatorów uznawany za generała, we wspomnianym starciu dowodził dziesięcioma tysiącami ludźmi. Poległ w niej wraz ze wszystkimi swymi podkomendnymi. Wzmiankowany pośrednio również w oszacowaniach liczby ofiar śmiertelnych tejże bitwy. Nie powinien być przy tym mylony z miastem o tej samej nazwie, którego zniszczenie wzmiankowane jest w 3. Księdze Nefiego.

## W mormońskiej teologii oraz w badaniach nad Księgą Mormona
Istnienie Josza nie znalazło potwierdzenia w źródłach zewnętrznych. Językoznawcy związani z Kościołem Jezusa Chrystusa Świętych w Dniach Ostatnich rozważali etymologię imienia tego wojskowego, wywodząc ją z języka hebrajskiego. Niezależnie od wskazywanych semickich korzeni tego słowa Kerry Hull zastanawiał się nad jego mezoamerykańską genezą, w zgodzie z jedną z teorii na temat geograficznego kontekstu Księgi Mormona. Sugerował w tym kontekście związek z występującym w językach majańskich słowem yax, znaczącym nowy, zielony, święty czy drogocenny.
Imię Josz (w zapisie Hoha) występuje wśród wyznających mormonizm Maorysów.